# 卡托伊拉
卡托伊拉，是西班牙加利西亚自治区蓬特韦德拉省的一个市镇。 总面积29平方公里，总人口3451人（2001年），人口密度119人/平方公里。